# Anthony Bouthier
Anthony Bouthier (Pouillon, 19 giugno 1992) è un rugbista a 15 francese, che gioca come estremo nel Montpellier in Top 14.

## Biografia
Bouthier iniziò a giocare a rugby a sette anni nell'US Pouillon, club del suo paese natale dove militavano anche il padre ed il fratello. Nel 2011 si trasferì nell'accademia giovanile del Dax dove rimase per tre stagioni. Un grave infortunio patito nel secondo anno e la sua professione di muratore rappresentarono, però, un ostacolo al diventare un giocatore professionista. Nel 2014 si trasferì quindi nel Vannes allora militante in Federale 1, terza divisione francese. Qui fece il suo esordio in prima squadra nella stagione 2014-2015, conquistando, nell'annata successiva, la promozione in Pro D2. Fu proprio nel 2016, con la salita in seconda divisione, che firmò il suo primo contratto da professionista. Rimase altre tre annate nel Vannes, per poi essere ingaggiato dal Montpellier per la stagione 2019-2020 di Top 14. Lo stesso anno debuttò anche nelle coppe europee segnando una meta contro Connacht alla prima giornata di Champions Cup.
A livello internazionale, Bouthier fu convocato per la prima volta nella Francia dal ct Fabien Galthié che lo incluse nel gruppo di giocatori per il Sei Nazioni 2020, torneo nel quale esordì giocando dal primo minuto contro l'Inghilterra. Successivamente fu l'estremo titolare della nazionale francese per tutta la durata della competizione, nella quale segnò la sua prima meta internazionale contro il Galles alla terza giornata.

## Palmarès
- Challenge Cup: 1
Montpellier: 2020-21
- Campionati francesi: 1
Montpellier: 2021-22